# La vida por delante (película)
La vida por delante es una película cómica española de 1958 escrita, protagonizada y dirigida por Fernando Fernán Gómez. Su éxito comercial propició que se rodara La vida alrededor en 1959.
La vida por delante narra las desventuras de una pareja de recién casados, el abogado Antonio Redondo (Fernando) y la médico Josefina Castro (interpretada por la pareja de aquel entonces de Fernán Gómez, la hispano-argentina Analía Gadé) con sus diferentes avatares familiares, laborales y conyugales, especialmente con esas infranqueables barreras que deberán salvar para poder adquirir una vivienda digna. Emerge como un retrato ácido y gris de la España de los años cincuenta, explicando las miserias y penurias que estrujaban los anhelos de prosperidad y libertad de una juventud que vivía en una irrealidad constante, torturada por la falta de autonomía, de esperanzas y de expectativas dentro de una nación opaca, lúgubre y sombría que no dejaba ningún tipo de margen a la genialidad ni al debate.
Es una película llena de humor, en la que Fernando Fernán Gómez comienza a usar el flashback como recurso narrativo, así como el multiperspectivismo, pues rueda una misma escena desde tres puntos de vista diferentes. Con un lenguaje directo, preciso, ajeno a las influencias estilísticas que tan legítimamente utilizaron otros directores importantes del momento, La vida por delante se remite a la tradición del sainete, una pieza dramática jocosa en un acto, de carácter costumbrista y popular. Además, adaptando los vestuarios y los modismos verbales, puede conectar, en la mayoría de sus elementos, con la realidad de nuestros días.

## Premios
Medallas del Círculo de Escritores Cinematográficos
| Categoría                | Candidato             |          |
| ------------------------ | --------------------- | -------- |
| Mejor película           | La vida por delante   | Ganadora |
| Mejor argumento original | Fernando Fernán Gómez | Ganador  |

## Reparto
| Intérprete             | Personaje                          |
| ---------------------- | ---------------------------------- |
| Analía Gadé            | Josefina Castro                    |
| Fernando Fernán Gómez  | Antonio Redondo                    |
| José Isbert            | Testigo accidente                  |
| Félix de Pomés         | Padre de Josefina                  |
| Manuel Alexandre       | Manolo Estévez                     |
| Rafael Bardem          | Sr. Carvajal                       |
| Xan das Bolas          | Copiloto de la camioneta           |
| Manuel de Juan         | Federico                           |
| Julio Sanjuán          | Don Anselmo Revenga Gorostiza      |
| Carmen López Lagar     | Madre de Josefina                  |
| Carola Fernán Gómez    | Antonia                            |
| Rafaela Aparicio       | Clotilde                           |
| Gracita Morales        | Rosa Sanchidrián                   |
| Matilde Muñoz Sampedro | Doña Encarna - tendera             |
| Francisco Bernal       | Pedro - conserje                   |
| Alfredo Muñiz          | Fraguas                            |
| Erasmo Pascual         | Don Eusebio - médico               |
| María Luisa Ponte      | Enfermera                          |
| Carlos Díaz de Mendoza | Marqués                            |
| Antonio Queipo         | Vecino entrometido                 |
| Rafael Calvo Revilla   | Comisario                          |
| Aníbal Vela            | Arcadio Ibarrola                   |
| José María Gavilán     | Paciente 1                         |
| Dolores Bremón         | Abuela de Josefina                 |
| Enrique Navas          | Abogado de la acusación            |
| Manuel Soriano         |                                    |
| Josefina Serratosa     | Señora en autobús urbano           |
| Santiago Ontañón       | Paciente 'Sra. de Anglada'         |
| Juan Cazalilla         | Paciente 'Sra. de Téllez'          |
| José Riesgo            | Carbonero                          |
| Antonio Molino Rojo    | Agente del autocar                 |
| Julio Goróstegui       | Señor en bar                       |
| Pepita Fernández       |                                    |
| Mario Alonso           |                                    |
| Guillermo Amengual     |                                    |
| José María Tasso       | Piropeador                         |
| Inocencio Barbán       | Camilo - conductor de la camioneta |
| Pilarín Casanova       | Isabel Adrados                     |
| Rafael Alcántara       | Examinador                         |